# 德國國防軍陸軍第430特種步兵師
德國國防軍陸軍第430特種步兵師（德語：430. Infanterie-Division z. b. V.）是納粹德國國防軍陸軍的一個步兵師。該師於1939年10月組建。
該師組建後，在德國國內駐紮防守。 
該師最後於1940年6月法國戰役勝利後在荷蘭解散。

## 註腳
1. ↑  Mitcham（2007年）